# گمینا اوشک ماوه
گمینا اوشک ماوه (به لهستانی:  Gmina Osiek Mały) یک گمینا در لهستان است که در شهرستان کووو واقع شده‌است. گمینا اوشک ماوه ۸۷٫۳۳ کیلومتر مربع مساحت و ۵٬۸۶۶ نفر جمعیت دارد.